# 220 Volt (gruppo musicale)
I 220 Volt sono un gruppo heavy metal fondato nel 1979 a Östersund, Svezia.

## Storia
I 220 Volt si formarono durante l'aprile del 1979 a Östersund, Svezia. I musicisti si erano giù conosciuti nel 1976. In circostanze abbastanza bizzarre, questa band, tra le più note della scena heavy metal svedese, venne fondata su un campo da minigolf, quando la pallina di Mats Karlsson venne trovata da Thomas Drevin, che gliela tirò indietro, colpendolo alla mano. Ciò provocò una discussione dove i due scoprirono di avere entrambi l'interesse per la musica heavy metal, oltre che per il golf. Le prime prove furono alla Vallaskolan school di Frösön, dove arruolarono il frontman Christer "Frille" Åsell da un'altra band, seguito dal batterista Pelle Hansson. Qualche settimana dopo il bassista originale fu sostituito da Tommy Hellström. Nell'aprile 1979 i 220 Volt suonarono la loro prima esibizione live al ballo della scuola. Seguirono altre date nei club della zona oltre ad altri concerti in altre scuole, durante il quale l'allora quattordicenne Mike "Larsson" Krusenberg si posizionò dietro le 4 corde. Nel 1980 il gruppo suonò a Stoccolma per la prima volta. La loro reputazione crebbe ulteriormente il 4 giugno 1980 grazie ad uno show al Gamla Teatern di Östersund, che venne trasmesso tramite la radio. Agli inizi del 1982 Hansson lasciò il gruppo, e Peter Hermansson divenne il nuovo batterista. I 220 Volt entrarono in studio nel giugno 1982 per registrare una demo di sette tracce. I risultati furono positivi e in settembre Kjell Björk della Guntans Records finanziò una seconda sessione. Questa demo includeva i brano "Sauron", "Prisoner Of War", "White Powder", "In The Night" e "Stand By For Action". Due di queste tracce vennero scelte come primo singolo Prisoner Of War/Sauron in novembre. Seguirono alcune date live a Östersund di supporto agli Heavy Load in dicembre. In questo periodo, la musica rock ebbe un notevole incremento di popolarità in Svezia, quando gli Europe cominciarono a scalare le classifiche internazionali. Le major label iniziarono a cercare altre nuove leve che potessero ottenere lo stesso successo di questi ultimi, così i 220 Volt vennero notati dalla CBS Records che finanziò altre demo. Prima di registrare il debutto discografico, il cantante Christer Åsell abbandonò il gruppo per raggiungere i Donnerblitz, poi gli Empire e Inzight. Asell aveva iniziato alcune sessioni per il debutto, ma fu l'etichetta ad insistere nell'allontanarlo dalla formazione, in quanto secondo la label al gruppo serviva un cantante con una voce più potente. Nel frattempo, stava emergendo nella scena locale la figura di un giovane cantante, il carismatico Jocke Lundholm. Il ragazzo, che era stato notato dalla CBS, fu quindi contattato dalla label che gli propose di unirsi al gruppo a sostituzione di Asell, ed accettò. L'omonimo 220 Volt vedrà la luce nel maggio 1983, prodotto da Thomas Witt. Poco dopo Drevin, troppo impegnato e desideroso di sperimentare nuove esperienze, decise di abbandonare il gruppo, per raggiungere nuovamente Åsell negli Empire, venendo rimpiazzato da Peter Olander, giovane chitarrista proveniente da formazioni dell'underground locale, nel 1984. Il secondo album, nuovamente con Thomas Witt alla produzione, venne registrato in oltre 3 settimane nel novembre 1983 agli Stockholm Recording Studios. Power Games, vide la luce nel febbraio 1984. La versione audiocassetta vedeva in aggiunta le bonus track "Screaming For A Riot" e "City Lights". La CBS continuò a credere nelle potenzialità del gruppo finanziando nuovi tour di supporto a gruppi come Nazareth e i tedeschi Bullet. Nel dicembre dello stesso anno il gruppo pubblicò quello che fu uno dei suoi singoli di maggior successo, Heavy Christmas. Il terzo album Mind Over Muscle, venne pubblicato nel febbraio 1985. Per il mercato statunitense, verrà pubblicata in giugno una raccolta dei primi tre album intitolata Electric Messengers. A seguito del disco, i 220 Volt supportarono gli AC/DC negli USA. La popolarità degli svedesi subì un calo quando tutta la band, tranne Olander, vennero richiamati per il servizio militare. Olander in questo tempo morto collaborò con l'ex-chitarrista degli Europe John Norum nel suo debutto solista Total Control nel 1987. Nello stesso anno, terminata la leva militare, i 220 Volt pubblicarono il nuovo album Eye to Eye sotto la produzione di Max Norman (celebre per le sue collaborazioni con gruppi come Ozzy Osbourne, Y&T, Loudness, Savatage e molti altri). In seguito il gruppo partecipò all'edizione svedese del festival Monsters of Rock assieme a gruppi come Treat e Electric Boys. Tra il 1988 e l'anno seguente la label pubblicò alcuni singoli tratti dall'album.
Nel 1990 Lundholm, stanco delle operazioni a scopo commerciale messe in atto dall'etichetta, decise di abbandonare il mercato musicale e uscì dalla band, che, privata del suo leader carismatico, finì per sciogliersi. I restanti membri decisero di riformare la band con il nuovo nome di Voltergeist arruolando il nuovo cantante Per Englund, proveniente dai Blacksmith, pianificando l'incisione di un nuovo album. Tuttavia, lo scarso interesse nei riguardi del gruppo da parte di fan e critica minarono all'attività del gruppo, che nel 1992 si sciolse definitivamente. Il batterista Peter Hermansson si unì con il chitarrista John Norum. Successivamente Englund raggiungerà i Motherlode, e la riunione dei Blacksmith.
Un album irrealizzato dei 220 Volt, Lethal Illusion, registrato tra il 1989 e il 1992, fu pubblicato nel 1997. Nel 2002, per celebrare i vent'anni di attività discografica, il gruppo fu invitato ad esibirsi al 'Sweden Rock' festival, con la formazione originale, che vedeva, al fianco di Karlsson, Hermansson e Larsson il ritorno del cantante Christer "Åsell" e del chitarrista Thomas Drevin. Quello stesso anno daranno alle stampe la nuova raccolta Volume 1, comprendente in aggiunta 5 tracce live tratte dal 'Sweden Rock' festival. Volume 1, venne pubblicato per sole 1000 copie, che si esaurirono in sole due settimane. Nell'ottobre 2004 220 Volt firmarono per la Swedmetal Records per un nuovo disco, il live album Made In Jämtland pubblicato nel 2005.
Verso il 2008 alcuni diverbi portarono Åsell ed Hermansson ad abbandonare il gruppo, che entrò in un lungo periodo di pausa.
Nel dicembre del 2009, per festeggiare il venticinquesimo anniversario del singolo Heavy Christmas, la band decide di ri-registrare questa canzone ed altre, con la partecipazione del cantante storico Jocke Lundholm e l'aiuto del produttore Björn Höglund che suona la batteria su queste registrazioni. La band pianifica allora un ritorno con la formazione storica ed un ipotetico tour, ma Lundholm declina la proposta e il gruppo, tra l'altro privo di un batterista fisso, ormai ridotto a tre elementi, viene costretto ad un periodo di stop forzato, rimanendo inattivo a lungo.
Il 31 gennaio del 2013, dopo una lunga pausa, il gruppo annuncia il suo ritorno sulle scene, e pochi giorni dopo rivela la sua nuova lineup, annunciando l'ingresso del nuovo cantante, il danese Anders Engberg, già membro dei Therion e di altri gruppi, e il ritorno del batterista Peter Hermansson.
A giugno dello stesso anno la band inizia a lavorare su un nuovo singolo; a luglio però il bassista Mike Krusenberg abbandona il gruppo.
Nel 2014 esce il nuovo album, Walking in Starlight.

## Formazione

### Formazione attuale
- Christer "Frille" Åsell - voce (1979-83, 2002-oggi)
- Mats Karlsson - chitarra (1979-90, 2002-oggi)
- Thomas Drevin - chitarra (1979-84, 2002-oggi)
- Mike "Larsson" Krusenberg - basso (1980-92, 2002-2013)
- Peter Hermansson - batteria (1982-90, 2002-oggi)

### Ex componenti
- Jocke Lundholm - voce (1983-92)
- Per Englund - voce (1990-92)
- Peter Olander - chitarra (1984-92)
- Tommy Hellström - basso (1979-80)
- Pelle Hansson - batteria (1979-82)

## Discografia

### Album in studio
- 1983: 220 Volt
- 1984: Power Games
- 1985: Mind Over Muscle
- 1988: Eye to Eye
- 1997: Lethal Illusion
- 2014: Walking in Starlight

### Live
- 2005: Made in Jamtland

### Raccolte
- 1985: Electric Messengers
- 1987: Young and Wild
- 2002: Volume 1

### Singoli
- 1982: Prisoner of War
- 1983: Nightwinds
- 1984: Heavy Christmas
- 1985: It's Nice to Be a King
- 1985: High Heels
- 1987: Lorraine
- 1987: Young and Wild
- 1988: Beat of a Heart
- 1988: Love Is all You Need
- 1989: Still In Love